# Список глав государств в 186 году до н. э.
| 187 до н. э. ← Список глав государств по годам → 185 до н. э. |

## Азия
- Анурадхапура — Элара, царь (205 до н. э. — 161 до н. э.)
- Армения Великая — Арташес I, царь (189 до н. э. — 160 до н. э.)
- Вифиния — Прусий I, царь (228 до н. э. — 182 до н. э.)
- Греко-Бактрийское царство:
  - Деметрий I, царь (200 до н. э. — 180 до н. э.)
  - Евтидем II, царь (190 до н. э. — 178 до н. э.)
- Иберия — Саурмаг I, царь (234 до н. э. — 159 до н. э.)
- Каппадокия — Ариарат IV Евсеб, царь (220 до н. э. — 163 до н. э.)
- Китай (Династия Хань) — Шао-ди Гун (Лю Гун), император (188 до н. э. — 184 до н. э.)
- Корея:
  - Махан — Ан, вождь[англ.] (189 до н. э. — 157 до н. э.)
  - Пуё — Морису, тхандже (195 до н. э. — 170 до н. э.)
- Маурьев империя — Брихадратха, император (187 до н. э. — 185 до н. э.)
- Намвьет — Чьеу Ву-де, император (207 до н. э. — 137 до н. э.)
- Парфия — Приапат, царь (191 до н. э. — 176 до н. э.)
- Пергамское царство — Эвмен II, царь (197 до н. э. — 159 до н. э.)
- Понтийское царство — Фарнак I, царь (190 до н. э. — 159 до н. э.)
- Сабейское царство — Назир Юханем, царь (200 до н. э. — 180 до н. э.)
- Сатавахана — Кришна, махараджа (198 до н. э. — 184 до н. э.)
- Селевкидов государство (Сирия) — Селевк IV Филопатор, царь (187 до н. э. — 175 до н. э.)
- Хунну — Модэ, шаньюй (209 до н. э. — 174 до н. э.)
- Япония — Когэн, тэнно (император) (214 до н. э. — 158 до н. э.)

## Африка
- Египет — Птолемей V Эпифан, царь (204 до н. э. — 180 до н. э.)
- Мероитское царство (Куш) — Адикаламани, царь (ок. 207 до н. э. — ок. 186 до н. э.)
- Нумидия — Массинисса, царь (202 до н. э. — 148 до н. э.)

## Европа
- Афины:
  - Феоксен, архонт (187 до н. э. — 186 до н. э.)
  - Зопир, архонт (186 до н. э. — 185 до н. э.)
- Ахейский союз:
  - Филопемен, стратег (208 до н. э. — 205 до н. э., 201 до н. э. — 200 до н. э., 193 до н. э. — 192 до н. э., 190 до н. э. — 186 до н. э., 183 до н. э. — 182 до н. э.)
  - Аристен, стратег (199 до н. э. — 198 до н. э., 195 до н. э. — 194 до н. э., 186 до н. э. — 185 до н. э.)
- Боспорское царство — Спарток V, царь (ок. 200 до н. э. — ок. 180 до н. э.)
- Дарданское царство[англ.] — Батон, царь[англ.] (ок. 206 до н. э. — ок. 176 до н. э.)
- Ирландия — Лугайд Луайгне, верховный король (199 до н. э. — 184 до н. э.)[1]
- Македонское царство — Филипп V, царь (221 до н. э. — 179 до н. э.)
- Одрисское царство (Фракия) — Амадок III, царь (190 до н. э. — 171 до н. э.)
- Римская республика:
  - Спурий Постумий Альбин, консул (186 год до н. э.)
  - Квинт Марций Филипп, консул (186 год до н. э., 169 год до н. э.)

## Галерея
- Филипп V  
 221 до н.э.—179 до н.э. 
 Царь Македонии
- Прусий I  
 228 до н.э.—182 до н.э. 
 Царь Вифинии
- Арташес I  
 189 до н.э.—160 до н.э. 
 Царь Армении
- Селевк IV Филопатор  
 187 до н.э.—175 до н.э. 
 Царь Сирии
- Деметрий I  
 200 до н.э.—180 до н.э. 
 Греко-бактрийский царь
- Птолемей V Эпифан  
 204 до н.э.—180 до н.э. 
 Царь Египта
- Элара  
 205 до н.э.—161 до н.э. 
 Царь Анурадхапуры
- Модэ  
 209 до н.э.—174 до н.э. 
 Шаньюй хунну
- Эвмен II  
 197 до н.э.—159 до н.э. 
 Царь Пергама
- Массинисса  
 202 до н.э.—148 до н.э. 
 Царь Нумидии
- Фарнак I  
 190 до н.э.—159 до н.э.  
 Царь Понта
- Чьеу Ву-де  
 207 до н.э.—137 до н.э. 
 Император Намвьета
- Ариарат IV  
 220 до н.э.—163 до н.э.  
 Царь Каппадокии
- Когэн 
 214 до н.э.—158 до н.э. 
 Император Японии